# Club Atlético Osasuna B
O Club Atlético Osasuna B é o time filial do Club Atlético Osasuna. Foi fundado em 1962 e joga na Segunda Divisão B Espanhola (Grupo III). Também é conhecida como "Osasuna Promesas".

## Elenco
- Atualizado em 24 de Maio de 2019.

Legenda
- : Capitão
- : Jogador suspenso
- : Jogador lesionado